# ガート

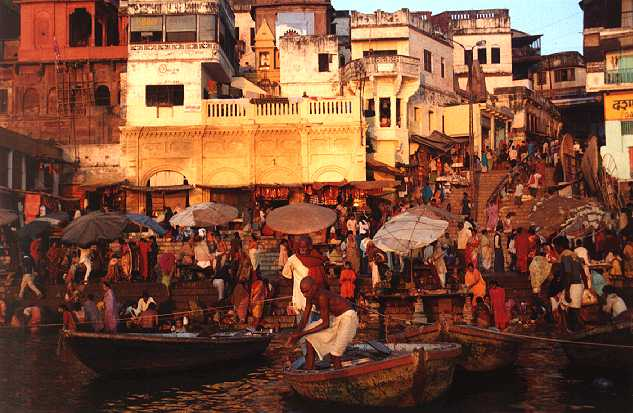
日の出のため、巡礼者で混んでいたワーラーナシーのダシャーシュヴァメーダ・ガート。1996年11月撮影。

ガート（英語：ghat, ベンガル語：ঘাট ghaţ, ヒンディー語: घाट ghāṭ）は、南アジアの多くの地域にみられる、池や川岸に設置された階段状の親水施設。炊事や洗濯場のほか、水にまつわる場所を神聖視するヒンドゥー教徒の沐浴や葬礼の場として用いられる。
ガートは水位に関わらず水へのアプローチを可能とする施設であり、その形態は単一の階段のみの小規模なものから、複数の階段がテラスや寺院・宮殿と複合した大規模なものまで多様である。
ヒンディー語を話す地域では、特に聖地のワーラーナシーのガンジス川（ガンガー）西岸に接するガート群を指し、マニカルニカー・ガートなど多くの宗教上意義深いガートがガンジス川とナルマダ川に接して位置している。
ガートとは階段状の地形の総称でもあり、"Ghats"（ガーツ）のように頭文字が大文字で書かれた場合、"Ghats"はインドの険しい山脈である西ガーツ山脈と東ガーツ山脈を表すのに多くの場合用いられる。それらはインドの東西の海岸沿いにそびえる山脈であり、密林によって覆われている。